# Robert Boyle
Robert Boyle (Waterford, 25 de enero de 1627-Londres, 31 de diciembre de 1691) fue un filósofo natural, químico, físico e inventor anglo-irlandés. También fue un prominente teólogo cristiano.
Como científico es conocido principalmente por la formulación de la ley de Boyle, además de ser generalmente considerado como el primer químico moderno y, por lo tanto, uno de los fundadores de la química moderna. Su obra The Sceptical Chymist (El químico escéptico) es considerada una obra fundamental en la historia de la química.

## Biografía
Robert Boyle nació en el castillo de Lismore, a orillas del río Blackwater, condado de Waterford, Irlanda, en 1627. Fue el decimocuarto hijo —de un total de quince— del aristócrata inglés Richard Boyle, conde de Cork, y Catherine Fenton, su segunda esposa. Richard Boyle había llegado a Irlanda en 1588, dedicándose a la política y a la industria, y para cuando nació Robert ya poseía grandes extensiones de tierra y se interesaba en administración, en la que llegó a Lord Tesorero del Reino de Irlanda.
Aun siendo niño, Robert aprendió a hablar latín, griego y francés, siendo enviado, tras la muerte de su madre, con tan solo ocho años entró al colegio de Eton, del cual era director sir Henry Wotton, amigo de su padre. A los quince años partió de viaje con un tutor francés. Boyle vivió cerca de dos años en Génova y visitando Italia en 1641, pasó el invierno en Florencia estudiando las paradojas de Galileo Galilei, quien murió al año siguiente.

## Años intermedios
Boyle regresó a Inglaterra desde el continente a mediados de 1644 con un gran interés por la investigación científica. Su padre había muerto el año anterior y le había dejado la casa solariega de Stalbridge en Dorset, Inglaterra, y propiedades importantes en el Condado de Limerick en Irlanda que había adquirido durante la Guerra de Cromwell. A partir de ese momento, Robert dedicó su vida a la investigación científica y pronto ocupó un lugar destacado en el grupo de investigadores, conocido como el "Colegio Invisible", que se dedicaron al cultivo de la " nueva filosofía". Se reunían con frecuencia en Londres, a menudo en el Gresham College, y algunos de los miembros también se reunían en Oxford.

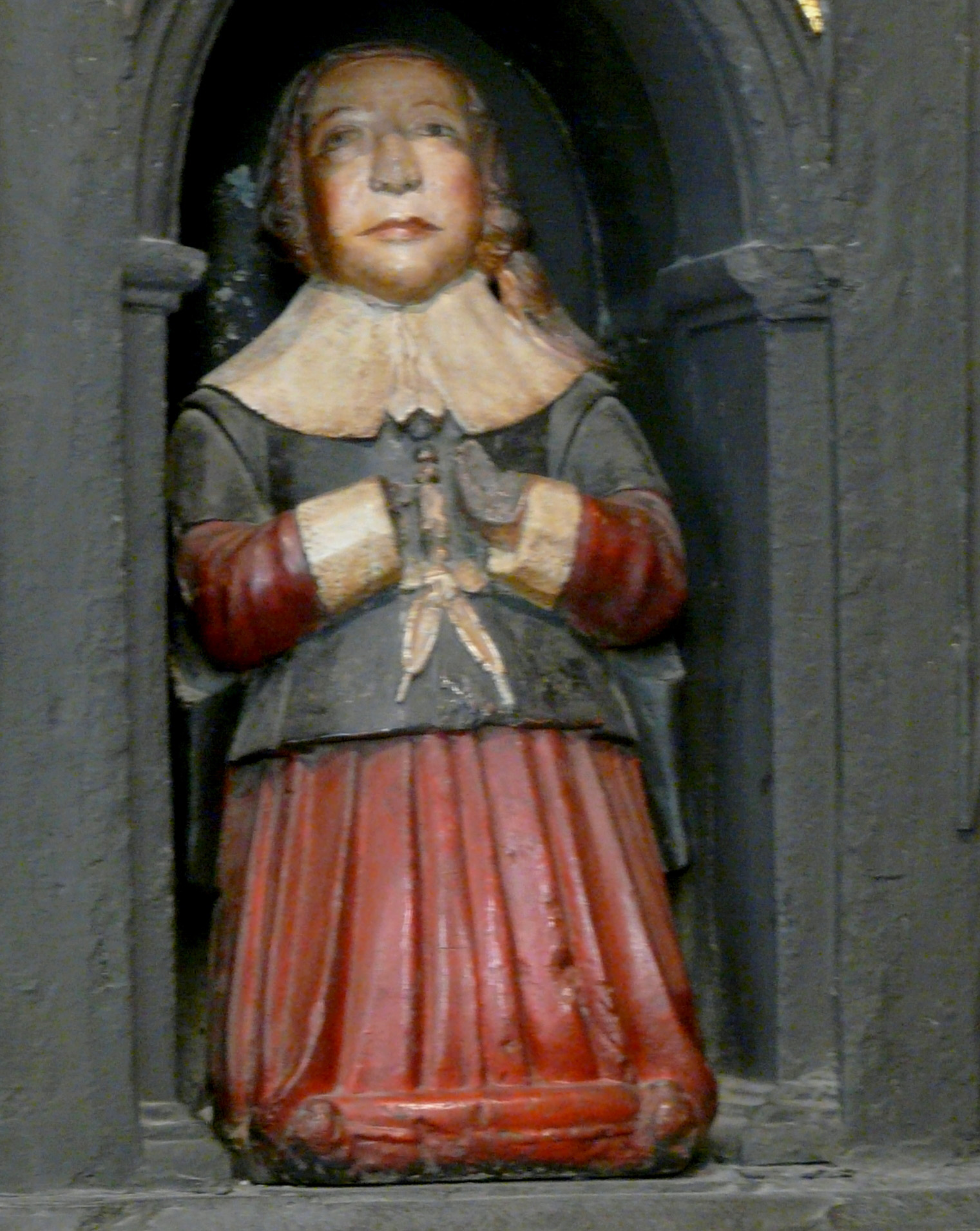
Escultura de un muchacho joven, se piensa que puede ser Boyle, en el monumento de sus padres en la catedral de San Patricio de Dublín.

A partir de 1647 realiza varias visitas a sus fincas de Irlanda, y en 1652 decide trasladarse a Irlanda, pero se frustró en su incapacidad para progresar con sus trabajos en química. En una carta, describió a Irlanda como «un país bárbaro donde los espíritus químicos son tan mal comprendidos no se pueden obtener instrumentos químicos por lo que era difícil tener cualquier pensamiento hermético allí». En 1654, Boyle parte de Irlanda hacia Oxford para continuar con su obra. En el University College, en la High Street de Oxford, existe una placa que indica el sitio en el cual se encontraba el Cross Hall hasta comienzos del siglo XIX. Aquí, Boyle alquiló varias habitaciones del boticario que era el propietario del Hall.
Luego de leer en 1657 sobre la bomba de aire de Otto von Guericke, se dedica con ayuda de Robert Hooke a diseñar mejoras en su construcción, y en 1659 desarrolla la "máquina Boyleana" o "motor neumático", con la que inicia una serie de experimentos sobre las propiedades del aire. La reseña de la labor de Boyle con la bomba de aire se publicó en 1660 bajo el título Nuevos experimentos físico-mecánicos, sobre la elasticidad del aire, y sus efectos. Entre los críticos de este libro se encontró el jesuita Francis Line (1595-1675), y mientras respondía a sus objeciones Boyle hizo la primera mención a la ley que establece que el volumen de un gas varía inversamente con la presión del gas, la que se conoce en honor a él como Ley de Boyle en Inglaterra y en Europa continental como ley de Boyle-Mariotte.
Sin embargo, quien originalmente formuló esta relación fue Henry Power, en 1661. Boyle incluyó una referencia a un documento escrito por Power, pero por error lo atribuyó a Richard Towneley. En Europa continental, la hipótesis a veces se atribuye Edme Mariotte, aunque este no la publicó hasta 1676 y ya estaba probablemente al tanto de la labor de Boyle.
En 1663 el Colegio Invisible se convirtió en la Royal Society de Londres para la Mejora de Recursos Naturales Conocimiento, y la carta de constitución otorgada por Carlos II de Inglaterra, designó a Boyle miembro del consejo. En 1680 fue elegido presidente de la sociedad, pero declinó el honor por escrúpulos acerca de los juramentos.
Boyle escribió una lista de 24 posibles inventos que incluía "La prolongación de la vida", el "Arte de Volar", la "Luz perpetua", "fabricar armaduras muy livianas y extremadamente duras", "Un barco capaz de navegar con todo tipo de vientos, y un buque inhundible", "una manera práctica y certera de determinar longitudes", "drogas lo suficientemente poderosas como para alterar o exaltar la imaginación, despertar la memoria y otras funciones y apaciguar el dolor, adquirir sueño inocente, sueños inofensivos", etc. La lista es extraordinaria porque excepto algunas pocas excepciones casi todos, se han hecho realidad.
Durante su residencia en Oxford, Boyle fue Cavalier (realistas, impulsores del poder real). Se cree que los cavaliers fueron creados por orden real unos pocos años antes que Boyle llegara a Oxford. La primera época de la estancia de Boyle estuvo marcada por las acciones exitosas de las fuerzas reaccionarias parlamentarias, por lo que este período fue el más secreto en cuanto a los movimientos de los Cavalier y por lo tanto se sabe muy poco acerca de la participación de Boyle.
En 1668 parte de Oxford hacia Londres, donde reside en casa de su hermana, lady Ranelagh, en Pall Mall.

## Últimos años
En 1689 su salud comienza a debilitarse y poco a poco se fue retirando de sus compromisos públicos, cesando sus comunicaciones con la Royal Society, e hizo público su deseo de ser excusado de recibir invitados, «a no ser en ocasiones muy extraordinarias», en martes y viernes por la mañana y el miércoles y sábado por la tarde. En su tiempo libre Boyle se centraba en «su contratación espiritual, ordenar sus papeles», y preparar algunas investigaciones químicas importantes que se proponía dejar "como una especie de legado hermético a los discípulos, estudiosos de este arte". Su salud empeoró en 1691, y fallece el 31 de diciembre de ese año, justo una semana después de la muerte de la hermana con quien había vivido durante más de veinte años. Robert Boyle murió de parálisis. Fue enterrado en el cementerio de St Martin-in-the-Fields, su oración fúnebre estuvo a cargo de su amigo, el obispo Gilbert Burnet.

## Conferencias Boyle
En su testamento, Robert Boyle dejó fondos para establecer una serie de conferencias anuales con el fin de defender la religión cristiana y contra ateístas y otros infieles.
La primera conferencia, «Una refutación al ateísmo», fue celebrada en 1692. Fue dirigida por Richard Bentley, quien antes de presentar la ponencia, mantuvo correspondencia con Isaac Newton. En la primera carta el físico había escrito que al realizar sus tratados sobre el sistema, su creencia en Dios había determinado sus estudios.
Las conferencias se continuaron celebrando durante el resto del siglo XVII, durante los siglos XVIII y XIX, hasta finales del siglo XX.
Desde 2004 las Conferencias Boyle han sido restablecidas en la iglesia de St Mary-le-Bow, en Londres (Inglaterra). Anualmente se invita a un teólogo o científico prominente a abordar temas relacionados con el cristianismo y la comprensión actual del mundo natural.

## Como investigador científico

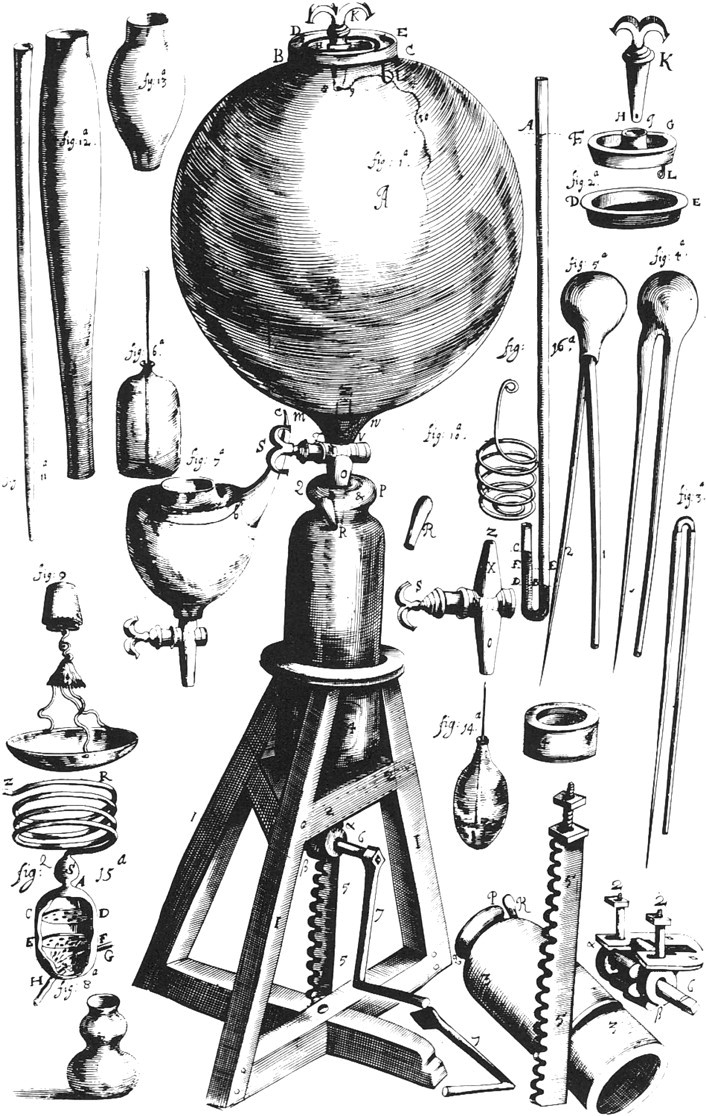
Bomba de aire de Boyle.

El gran mérito de Boyle como investigador científico es que materializó los principios que Francis Bacon predicó en su obra Novum Organum, aunque no se considerara a sí mismo como seguidor de Bacon o de cualquier otro maestro. Dado que estaba "provisto de experimentos" para hacerse sus propios juicios, manifestó en numerosas ocasiones que, con el propósito de mantenerse tan libre de prejuicios como le fuera posible, eludía el estudio de los sistemas atómico y cartesiano, así como del mismo Novum Organum, aunque admitía «consultarlos ocasionalmente». Nada era más ajeno a su temperamento que el desenredo de hipótesis. Apreciaba la adquisición de conocimiento como un fin en sí mismo y, en consecuencia, se benefició de una perspectiva más amplia acerca de los fines de la investigación científica que la que tuvieron sus predecesores durante siglos. Esto, por otro lado, no significa que no prestara atención a las aplicaciones prácticas de la ciencia, ni que despreciara el conocimiento que servía al uso.
Boyle fue un alquimista convencido de la posibilidad de la transmutación de los metales, llegando a realizar experimentos con la esperanza de lograrlo; asimismo fue clave en la obtención de la abolición, en 1689, de la ley de Enrique IV contra la creación de oro y plata por medio de la alquimia (Act Against Multipliers, 1404).
Realizó importantes contribuciones en el campo de la física: la ley de Boyle, el descubrimiento del papel del aire en la propagación del sonido, las investigaciones acerca de la fuerza expansiva en la congelación del agua, acerca de la densidad relativa, la refracción en cristales, electricidad, color, hidrostática, etc. A pesar de ello, la química fue siempre su área predilecta. En 1661 publicó The Sceptical Chemist (El químico escéptico) en el que criticaba los «experimentos por los cuales vulgares espagíricos se esfuerzan en probar que su sal, azufre y mercurio son los verdaderos principios de las cosas».
Para Boyle, la química era la ciencia de la composición de las substancias y no un arte auxiliar para el alquimista o el físico. Avanzó hacia la visión moderna de los elementos como los constituyentes de los cuerpos materiales, y comprendió la diferencia entre las mezclas y los compuestos, realizando progresos considerables en las técnicas para la determinación de sus componentes, un proceso que bautizó como "análisis". Más aún, llegó a suponer que los elementos estaban compuestos en última instancia de partículas de varios tipos y tamaños. Además, realizó estudios acerca de la combustión y la respiración descubriendo la intervención del oxígeno, así como experimentos en fisiología en los que se veía obstaculizado por la "sensibilidad de su naturaleza", que le impedía realizar disecciones anatómicas, especialmente de animales vivos, a pesar de saber que eran "más instructivos".

## Interés teológico
Además de ser un atareado filósofo de la naturaleza, Boyle dedicó mucho tiempo a la teología cristiana, mostrando una inclinación a los aspectos prácticos e indiferencia por las polémicas. Con la Restauración era bien recibido en la corte, y en 1665 pudo haber sido nombrado director del colegio de Eton de haberse ordenado, algo a lo que se negó en la creencia de que sus escritos sobre temas religiosos tendrían un mayor valor en la medida en que fueran obra de un laico y no de un ministro a sueldo de la iglesia.
Como director de la Compañía de las Indias Orientales gastó grandes sumas en la misión evangelizadora, contribuyendo a sociedades misioneras y a la traducción de la Biblia o fragmentos de la misma a diferentes idiomas.
Su magna obra publicada un año antes de morir: El Cristiano Virtuoso (1690), sería más tarde una influencia que fue retomada por John Locke en The Reasonableness of Christianity, as Delivered in the Scriptures.

## Principales trabajos

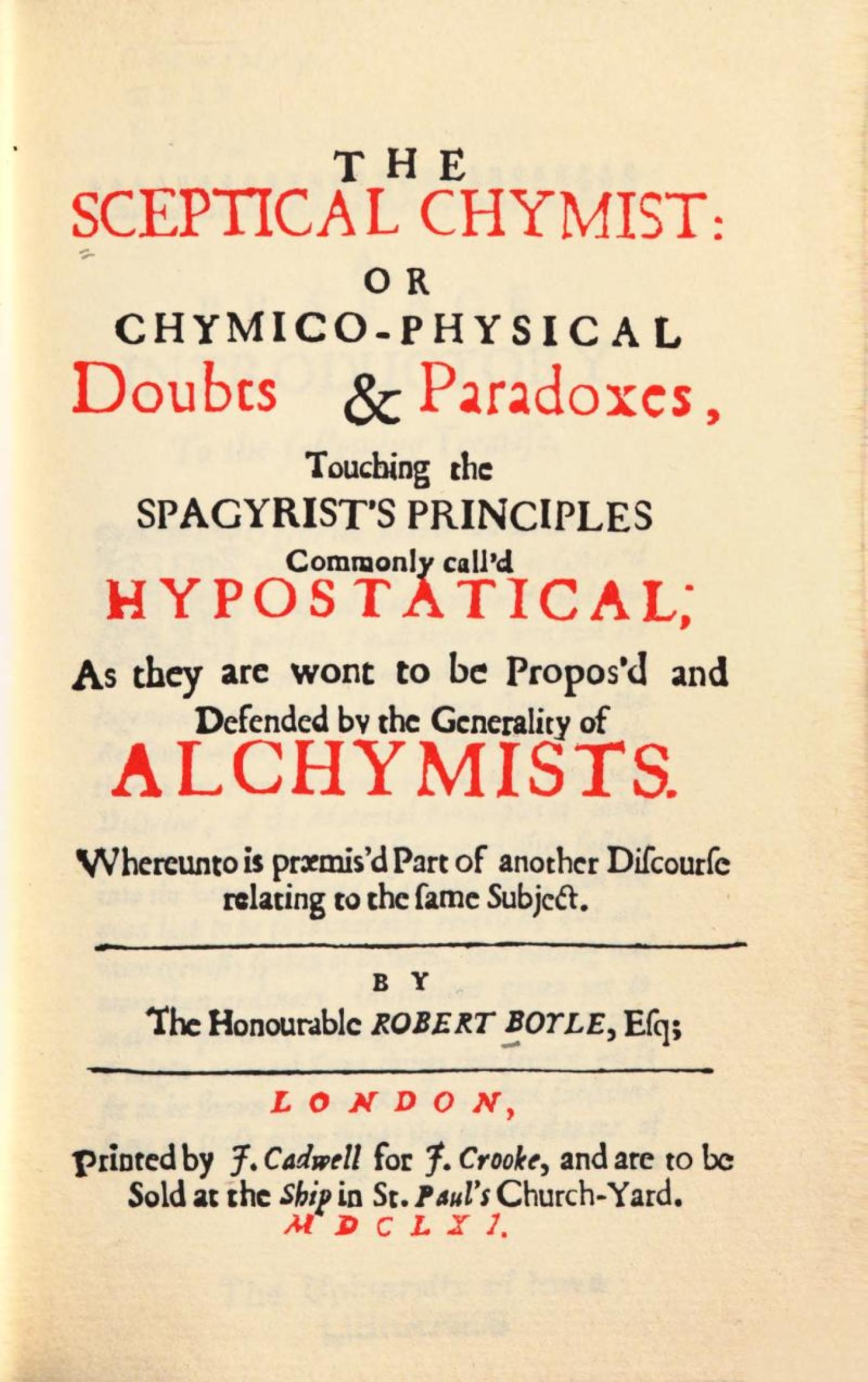
Portada de la primera edición de The Sceptical Chymist, 1661.

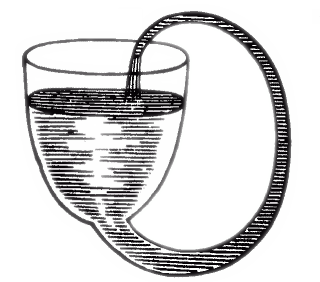
Matraz de autollenado de Boyle, una imposible máquina de movimiento perpetuo, que se rellena a sí misma por la acción de un sifón ("movimiento hidrostático perpetuo").

### Científicos
Las siguientes son algunas de las más importantes de sus obras:
- 1660 - Nuevos experimentos físico-mecánicos: Notas sobre la elasticidad del aire y sus efectos
- 1661 - El químico escéptico
- 1663 - Consideraciones sobre la utilidad de la filosofía natural experimental (seguido de una segunda parte en 1671)
- 1664 - Experimentos y consideraciones referentes a colores, con observaciones sobre un diamante que brilla en la oscuridad
- 1665 - Nuevos experimentos y observaciones sobre el frío.
- 1666 - La paradoja hidrostática.[13]
- 1666 - Origen de las formas y cualidades de acuerdo a la filosofía corpuscular.
- 1669 - Una continuación de nuevos experimentos físico-mecánicos. Sobre la elasticidad y peso del aire y sus efectos.
- 1670 - Tratados sobre las cualidades cósmicas de las cosas, la temperatura de las regiones subterránea y submarina, el fondo del mar, etc. con una introducción a la historia de cualidades particulares.
- 1670 - Nuevos experimentos neumáticos sobre la respiración. (Demostró que una reducción de la presión ambiental puede conducir a la formación de burbujas en el tejido vivo. Esta descripción de una víbora en un vacío fue la primera descripción registrada del síndrome de descompresión)[14]
- 1672 - Origen y virtudes de las gemas.
- 1673 - Ensayos sobre la extraña sutileza, gran eficacia, determinar la naturaleza de los efluvios.
- 1674 - Dos volúmenes de escritos sobre la salinidad del mar, las sospechas acerca de las realidades ocultas del aire, frío, imanes celestes
- 1674 - Críticas a los problemas de Hobbes sobre el vacío.
- 1676 - Los experimentos y las Notas sobre el origen mecánico o de producción de cualidades particulares, incluyendo algunas notas sobre la electricidad y el magnetismo.
- 1678 - Observaciones sobre una sustancia artificial que brilla sin ninguna ilustración anterior.
- 1680 - La noctiluca aérea.
- 1682 - Nuevos experimentos y observaciones sobre la helada noctiluca (una continuación más de su trabajo sobre el aire).
- 1684 - Memorias para la historia natural de la sangre humana.
- 1685 - Memorias breves sobre la historia natural experimental de las aguas minerales
- 1686 - Una consulta libre sobre la noción vulgarmente recibida de la naturaleza
- 1690 - Medicina hidrostática
- 1691 - Observaciones y experimentos físicos

### Religiosos y filosóficos
- 1648/1660 - "Amor Seráfico", escrito en 1648, pero no publicado hasta 1660
- 1663 - "Un ensayo sobre el estilo de las Sagradas Escrituras"
- 1664 - "La Excelencia de Teología en comparación con la filosofía natural"
- 1665 - "Reflexiones ocasionales sobre varios temas"
- 1675 - "Algunas consideraciones acerca de la reconciliación entre la razón y religión, con un discurso acerca de la posibilidad de la Resurrección"
- 1687 - "El martirio de Teodora y Dídimo"
- 1690 - "El Cristiano Virtuoso"
- En 1835, Henry Rogers recopiló una serie de ensayos de Robert Boyle, publicados bajo el nombre de ‘Tratados sobra la gran veneración que el intelecto del hombre le debe a Dios, en las cosas por encima de la razón, y en el estilo de las Sagradas Escrituras'.

## Premios y reconocimientos

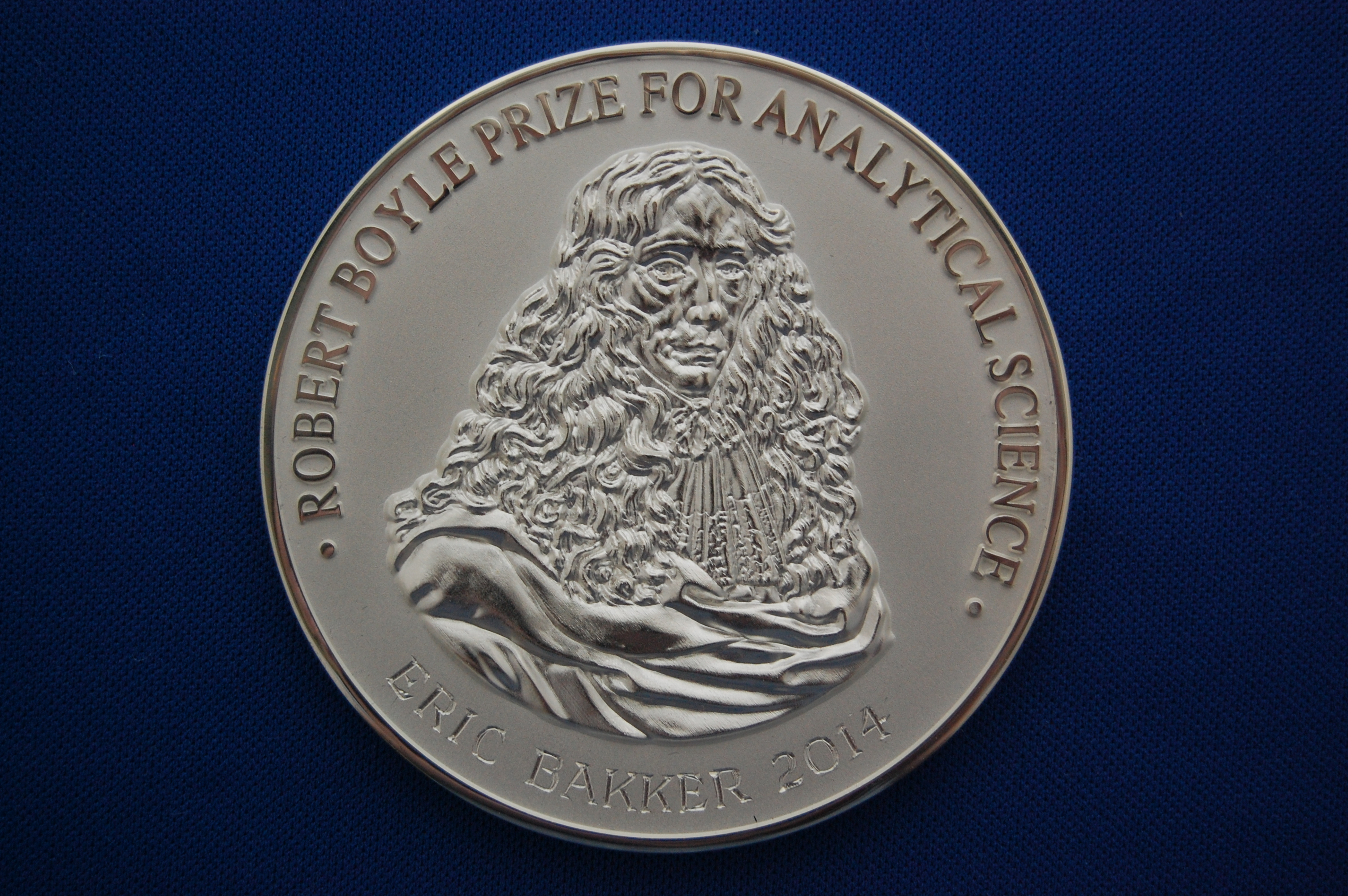
La medalla del Premio Robert Boyle para las Ciencias Analíticas del año 2014

- Como fundador de la Sociedad Real de Londres para el Avance de la Ciencia Natural, fue elegido miembro en el año 1663.[15]
- La ley de Boyle-Mariotte es nombrada en su honor.
- La Sociedad Real de Química entrega un premio bianual en su honor, el Premio Robert Boyle para la Ciencia Analítica.
- El cráter lunar Boyle lleva este nombre en su honor.[16]
- El asteroide (11967) Boyle también conmemora su nombre.[17]